# Pseudotropheus saulosi
Genre
Statut de conservation UICN

 VU D2 : Vulnérable
Chidongo saulosi (Konings, 1990) est une espèce de poisson de la famille des Cichlidae. Il vit à l'origine dans le lac Malawi en Afrique, il est endémique de Taïwan Reef.

## Description
Les mâles sont bleus rayés de noir et les femelles sont de couleur jaune-or. Ce sont des poissons très agressifs entre eux, et il est conseillé de mettre plusieurs femelles pour un mâle pour qu'il ne harcèle pas une seule femelle. Ils se reproduisent très rapidement par incubation buccal maternelle. Ils ont une alimentation Omnivore, et mesurent entre 7 et 9 cm. Ils vivent dans une température qui varie de 23° à 28° degrés.

## Galerie de photos

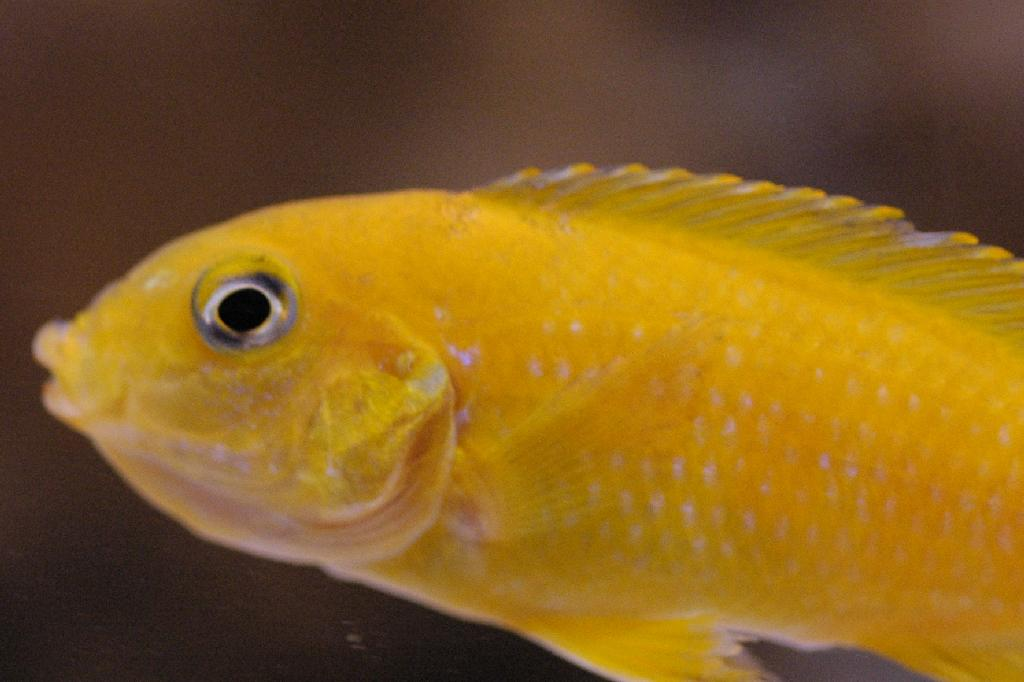
femelle en incubation

## Référence
- Konings, 1990 : Descriptions of six new Malawi cichlids. Tropical Fish Hobbyist, vol. 38, n. 11, p. 110-129.